# Большев, Александр Саввич
Александр Саввич Большев (10 [23] февраля 1914 — 13 января 1996) — директор завода имени Лепсе, депутат Верховного Совета России. Герой Социалистического Труда (1971). Почётный машиностроитель России, Почётный авиастроитель России. Почётный гражданин города Кирова (1978). Кавалер двух орденов Ленина, трёх орденов Трудового Красного Знамени, ордена Красной Звезды, ордена Почёта, награждён медалями.

## Биография
Родился 10 (23) февраля 1914 года в селе Таракановка Медынского уезда Калужской губернии. Начал работать в 1932 году на Московском электромоторном заводе им. Лепсе, при этом учился в техникуме, затем в институте. В 1941 году вместе с заводом эвакуировался в Киров. Затем учился в Промышленной академии, после чего вернулся на завод в Киров в должности главного инженера.
С 1955 по 1984 год занимал должность директора электромашиностроительного завода им. Лепсе (с 1976 года — генеральный директор КЭМПО им. Лепсе). Под его руководством завод вошёл в число крупнейших авиастроительных объединений страны. Участвовал в создании Кировского политеха, избирался депутатом Верховного Совета России.
Скончался 13 января 1996 года в Кирове на 82 году жизни.

## Память
В октябре 1996 года была открыта мемориальная доска Александра Большева. В Кирове одна из улиц носит его имя.